# Al-Valíd I.
Al-Valíd I. (668 – 23. února 715 Damašek), celým jménem al-Valíd ibn Abdulmalik, byl arabský chalífa z rodu Umajjovců vládnoucí v letech 705–715. Za jeho vlády došlo k další vlně arabské expanze a chalífát dosáhl největšího územního rozsahu.

## Mládí
Al-Valíd se narodil roku 668 jako nejstarší syn chalífy Abdulmalika. Jeho nástupnictví nebylo zpočátku jisté. V rámci dohod mezi chalífou Marvánem a nejvyššími arabskými autoritami získal přednost jeho strýc Abdul´azíz. Abdul’azíz však předčasně zemřel, což umožnilo al-Valídovi roku 705 nastoupit na trůn.

## Chalífa

### Druhá vlna muslimské expanze
Protože se za vlády Abdulmalikovy podařilo nastolit rovnováhu a vnitřní klid v chalífátu, mohlo dojít za al-Valídovy vlády k další vlně muslimské expanze. Válečné podniky, které započaly v posledních letech vlády al-Valídova otce, byly s úspěchem dokončeny. Al-Valíd se při nich opíral o schopnosti svých arabských velitelů či konvertitů, jimž byla poskytována náležitá moc při vedení vojsk a následně i značná autonomie na dobytých územích.
V západní polovině říše pokračovala expanze podél pobřeží severní Afriky. Poté, co se Arabové pod vedením Hassana ibn al-Nu´mana al-Ghassáního zmocnili roku 698 byzantského Kartága, narazili na tvrdý odpor berberských kmenů v oblasti Atlasu (dnešní Alžírsko). Jejich vůdkyně Káhina (Věštkyně) byla poražena až kolem roku 702. Berbeři na pomezí chalífátu pak uzavřeli spojenectví s Araby a houfně začali přijímat Islám. Stali se tak hnací silou při podmaňování svých soukmenovců v Maghrebu a následném útoku pře Gibraltarský průliv, na což by pravděpodobně Arabové v tak vzdálených končinách neměli dostatek vlastních sil.
Pravděpodobně roku 703 se správcem Magrebu stal Músa ibn Nusair. Do roku 710 se mu podařilo s pomocí Berberů ovládnout zbývající severoafrické pobřeží, přičemž byzantská moc byla zcela eliminována. Arabové a Berbeři vstoupili do Tangeru a jejich moc se tak rozšířila k Atlantskému oceánu. Jediným městem, které odolávalo byla Ceuta, která měla pravděpodobně spojení se zázemím na protější straně Gibraltarského průlivu, kde se rozkládala tehdy upadající říše Vizigótů. Již v této době muslimové budovali v západním Středomoří loďstvo, které operovalo v oblasti Sicílie, Sardinie, Baleár a také rychlými útoky zkoumalo situaci na Pyrenejském poloostrově.
Músa ibn Nusair uzavřel kolem roku 710 spojenectví s hrabětem Juliánem z Ceuty, který krátce předtím odrazil jeho útok. Julián poté podporoval arabský útok na Pyrenejský poloostrov. Arabové vyslali nejprve průzkumnou výpravu a roku 711 se na poloostrově vylodil Tárik ibn Zijád s 8 000 Araby a Berbery. V červenci téhož roku došlo pak k osudové bitvě u Guadalete, známé také jako bitva u Jerez de la Frontera, kde byli Vizigóti pod vedením svého krále Rodericha poraženi. Roku 712 se pak do Evropy přeplavil i Músa ibn Nusair a spolu s Tárikem dokončili dobytí Vizigótské říše, přičemž k roku 715 se muslimové dostali až k Pyrenejím.
Dalším místem, kde došlo k významným úspěchům, byl maloasijský prostor. V Byzantské říši tehdy vládl podruhé císař Justinián II. (685–695, 705–711), jeho hrůzovláda říši oslabila, a proto Arabové vedení chalífovým bratrem Maslamou roku 707 dobyli řadu pohraničních pevností. Roku 708 zvítězili v bitvě u Amoria a o rok později dokonce přes Helespont pronikli do Thrákie. Do roku 711 si pak podmanili Kilikii a v roce 714 získali částečnou kontrolu nad Galatií. V této době byly také pacifikovány divoké kmeny, žijící severně od Antiochie, které působily předchozím vladařům, obzvláště Mu´ávijovi I., značné problémy.
K výrazné expanzi došlo také v prostoru střední Asie. Zdejší hranice se na několik desetiletí po expanzi proti Peršanům ustálila. Abdulmalikův vojevůdce al-Hadždžádž ibn Júsuf, vítěz nad vzdorochalífou Abdulláhem ibn az-Zubajrem, měl ve správě všechny východní provincie. Jemu podřízení správci pak zahájili útoky, které přinesly Arabům společnou hranici s východními velmocemi.
Velitel Chorásánu Kutajba ibn Muslim zahájil v roce 706 útok, který směřoval směrem na Bucharu, Samarkand, Ferganu a Taškent. Do roku 715 se mu podařilo oblasti ovládnout, přičemž využíval nejen vojenské úspěchy, ale také obratnou politikou, využívající rozporů zdejších knížat. Kutajba ibn Muslim je často nechával ve svých funkcích, pouze jim jako nadřízené stanovil arabské vojenské velitele a výběrčí daní. Chalífát tak získal společnou hranici s Čínou.
Při pobřeží Arabského moře ovládli na přelomu 7. a 8. století Arabové Balúčistán. Na území dnešního Afghánistánu vpadl vojevůdce Muhammad ibn al-Kásim ath-Thakaff a roku 708 se mu podařilo ovládnout Kábul. Mezi tím došlo v Arabském moři k incidentu, při němž byly indickými piráty přepadeny a zajaty arabské vdovy a jejich děti přeplavující se z Cejlonu do Iráku. Arabové žádali vydání pozůstalých a jejich majetku. Indický vládce Sindu však odmítal situaci řešit. Proto na příkaz al-Hádždže, Muhammad ibn al-Kásim roku 711 překročil Indus a vpadl do Sindu, kde porazil zdejšího krále, tažení bylo završeno pádem Multánu. Arabové měli dále plán podmanit si ještě Kašmír, ale po smrti al-Valída se jeho nástupce rozhodl na hranicích udržovat mír. Sind se tak stal arabskou provincií a zároveň základnou pro nájezdy do Rádžputány a Gudžarátu, které ale byly Gudžary po roce 712 odraženy.
Těmito úspěšnými operacemi na téměř všech hranicích chalífátu (jedinou výjimkou byl Kavkaz), dosáhla říše svého největšího rozsahu a rozprostírala se od pobřeží Atlantského oceánu na západě po řeku Indus na východě. Od Kavkazu a Aralského jezera na severu po oblasti Sahary a Somálska na jihu.

### Vnitřní a kulturní poměry chalífátu
Za vlády Abdulmalika a al-Valída došlo k zásadnímu rozvoji kulturnímu i sociálnímu. Rozvíjelo se zejména výtvarné umění. Arabové nebyli schopni pěstovat kulturu na úrovni vyspělé byzantské či perské civilizace. Proto docházelo v době umajjovské k přílivu cizích architektů, umělců a řemeslníků do center chalífátu. Většinu nejvýznamnějších umajjovských architektonických děl nalezneme zejména v oblasti Syropalestiny a dochovaná díla nesou tedy především byzantské prvky.
Al-Valíd pokračoval ve výstavbě Skalního chrámu v Jeruzalémě. Za jeho vlády byl chrám dokončen sklenutím chrámu zlacenou kopulí, která byla přenesena z křesťanského chrámu v Balabakku. Dále byla přestavěna mešita v Medině a upraveno prostranství se sloupořadími okolo Ka´by v Mekce. Nedochovanou stavbou a později značně poškozenou byla mešita v Damašku. V prostorách těchto a dalších staveb byla pořízená nákladná a bohatá mozaiková výzdoba.
Z ostatních uměleckých oborů vynikali Arabové od počátku v básnictví. Jedním z nejvýznamnějších básníků, který v této době působil byl Umar ibn Abí Rabí´a, tvůrce milostné poezie pocházející z Mekky. Mezi dalšími pak vynikli zejména básníci al-Ardží, al-Ahvas, Kuthajr Azza. Básníci v této době měli výrazný vliv na veřejné mínění, protože částečně plnili úlohu žurnalistů.
Postupně se také začala rozvíjet arabská hudba a zpěv, které byly výrazně ovlivněny byzantskými a perskými vzory. Arabové se nejen naučili pokročilejší technice při hraní na hudební nástroje, ale naučili se je v této době také vyrábět. Střediskem těchto oborů byla spíše Medina a Mekka, kde dokonce v této době vznikly i první hudební a pěvecké školy.
Co se týče sociálních reforem a hospodářství pokračoval al-Valíd v reformách svého otce. Administrativa byla záměrně posílena, poddaní byli připoutáni k půdě a zároveň docházelo k obnovám stávající a budování nové hospodářské infrastruktury. V oblasti Sýrie, Palestiny a Mezopotámie tak vzrostl počet zavlažovaných polí, což díky relativnímu klidu umožnilo zvýšit produkci a zároveň příjmy do státní pokladny. Závaděly se nové druhy hospodářských zvířat i plodiny – dovážené ze vzdálenějších koutů říše.